# Cantón de Capdenac-Gare
El cantón de Capdenac-Gare era una división administrativa francesa, que estaba situada en el departamento de Aveyron y la región de Mediodía-Pirineos.

## Composición
El cantón estaba formado por diez comunas:
- Asprières
- Balaguier-d'Olt
- Bouillac
- Capdenac-Gare
- Causse-et-Diège
- Foissac
- Les Albres
- Naussac
- Salles-Courbatiès
- Sonnac

## Supresión del cantón de Capdenac-Gare
En aplicación del Decreto nº 2014-205 de 21 de febrero de 2014, el cantón de Capdenac-Gare fue suprimido el 22 de marzo de 2015 y sus 10 comunas pasaron a formar parte del nuevo cantón de Lot y de Montbazens.